# Neonomopleus schimmeli
Neonomopleus schimmeli is een keversoort uit de familie kniptorren (Elateridae). De wetenschappelijke naam van de soort is voor het eerst geldig gepubliceerd in 2003 door Platia.